# Oblast Poltava
De oblast Poltava (Oekraïens: Полтавська область, Poltavs’ka oblast’) is een oblast in het oosten van Oekraïne. De hoofdstad is Poltava en de oblast heeft 1.371.529 inwoners (2021).
Een andere belangrijke stad is Krementsjoek.